# Гунст, Анатолий Оттович
Анато́лий О́ттович Гу́нст (7 [19] ноября 1858, Москва — 27 ноября 1919, Москва) — русский архитектор, художник, преподаватель и актёр. Один из мастеров московского модерна, автор многочисленных построек в Москве. Основатель и директор Училища изящных искусств в Москве.

## Биография
Родился в 1858 году в Москве в семье обрусевших немцев, проживавшей до середины XIX века в Казани. Сын архитектора Отто Гунста (1834—1891); двоюродный брат архитектора Александра Гунста (1862—1938).
В 1878 году поступил в Московское училище живописи, ваяния и зодчества (МУЖВЗ), которое окончил в 1882 году со званием классного художника архитектуры. Во время учёбы состоял помощником при постройке Храма Христа Спасителя и ряда других зданий, одновременно преподавал рисунок в Комиссаровском техническом училище. По окончании МУЖВЗ два года провёл за границей — изучал теорию искусств и деятельность европейских художественных студий в Австрии, Германии и Италии. С 1882 по 1884 годы Гунст преподавал строительное искусство в старшем классе реального училища К. К. Мазинга.
Член Московского архитектурного общества с 1894 года. В 1896 году был назначен участковым архитектором (в его ведении находились районы Пречистенки, Хамовников и Сущёвки); помощником Гунста работал архитектор Б. Н. Николаев. Являлся почётным старшиной приюта для грудных детей в Москве.
В 1886 году основал «Классы изящных искусств для лиц обоего пола». С 1890 года Классы стали именоваться «Училищем изящных искусств А. О. Гунста». Это было, по воспоминаниям И. П. Машкова, «художественное училище с широкими задачами и значительным составом лучших по тому времени преподавателей». В училище Гунста преподавали: И. И. Левитан, Ф. О. Шехтель, Л. О. Пастернак, К. М. Быковский, И. П. Машков, А. Н. Померанцев и другие. Сам А. О. Гунст вёл в училище класс выжигания по дереву и коже, а также класс акварели.

Могила семьи Гунст на Ваганьковском кладбище.

В 1904 году Гунст получил должность сверхштатного техника Строительного отделения Московского губернского правления. В 1905—1906 годах входил в Строительный совет Московской городской управы, являлся участковым архитектором Пречистенского и Хамовнического участков. Являлся основателем ряда обществ: в 1901 году основал Московское художественно-фотографическое общество, в 1913 году — Общество «Московский драматический салон» (его посетителями были М. Ермолова, О. Садовская, О. Правдин, Е. Глаголева, А. И. Южин), а в 1916 году — «Лигу любителей сценического искусства». Совместно с Е. Б. Вахтанговым основал Студию драматического искусства, послужившую в дальнейшем основой для Вахтанговского театра. Увлекался художественной фотографией, состоял членом Всемирного фотографического общества — работы Гунста получили премии на Всемирной выставке в Париже. С 1917 года А. О. Гунст служил актёром Малого театра.
Был женат на уроженке Швейцарии Матильде Цезаревне Робер-Нику. Жил в собственном доме в Староконюшенном переулке, 4. 
Сыновья:
- Евгений Анатольевич Гунст[6], редактор и переводчик. Его жена (1-й брак) — Мария Александровна Брилинг (1902–1947), племянница Н.Р. Брилинга (дочь его брата Александра Романовича). 2-й брак — Елена Петровна Гунст (1921–1988), литературовед, редактор.
- Анатолий Анатольевич Гунст (1905–1972), инженер-связист, преподаватель[7]. Его жена (1-й брак) —  Нина Алексеевна Макарова (1905–1966).  2-й брак — Наталья Романовна Брилинг (1911–1990), дочь Н.Р. Брилинга.
  - Внук — Игорь Анатольевич Гунст (1935–2014), Заслуженный архитектор РФ, проектировщик спортивных сооружений: при его участии проектировались и строились объекты для Олимпиады-80.

Умер 27 ноября 1919 года. Похоронен в Москве на Ваганьковском кладбище (2 уч.).

## Постройки в Москве

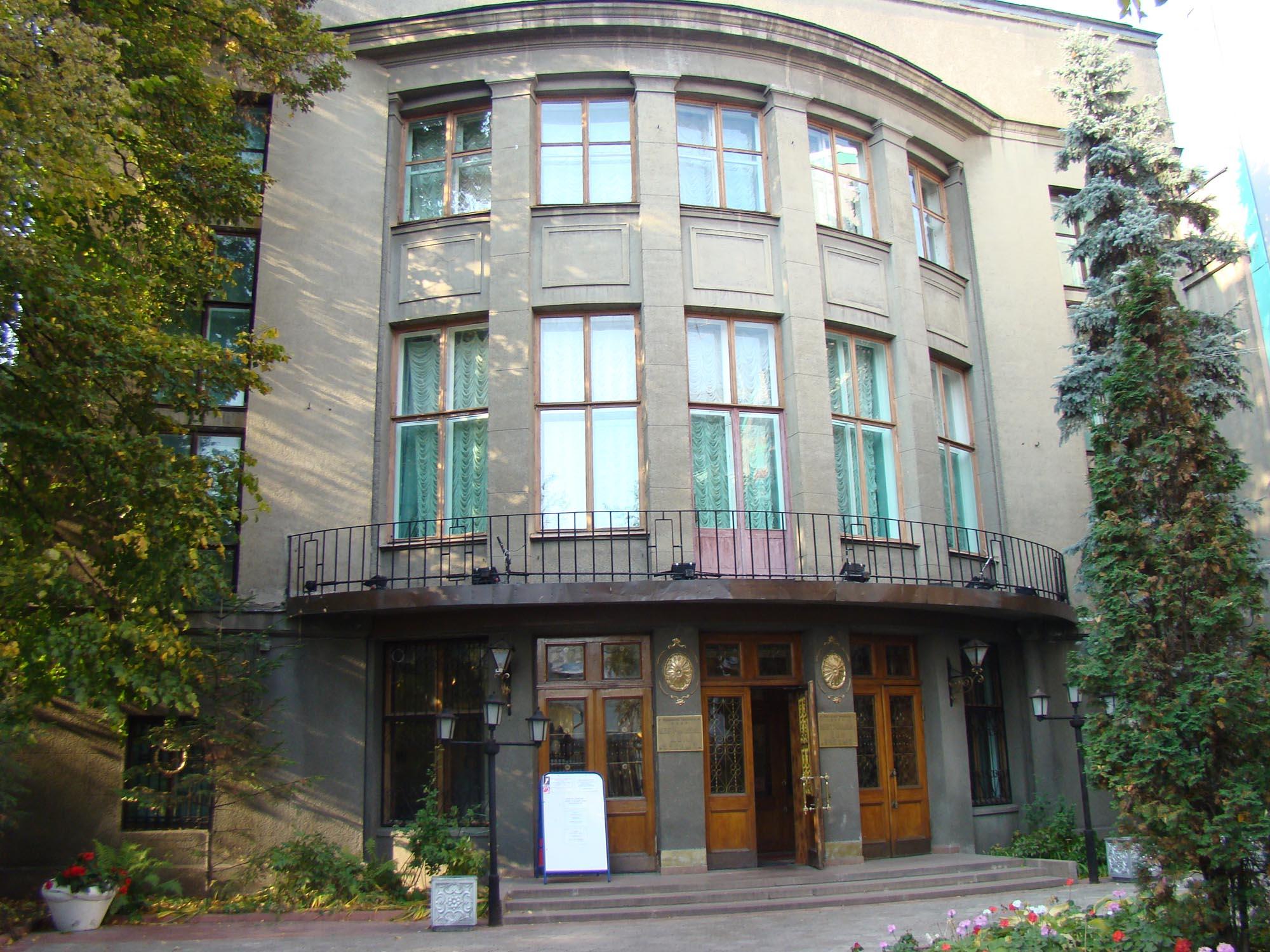
Дом Коншиной (сейчас — Центральный дом учёных), 2011

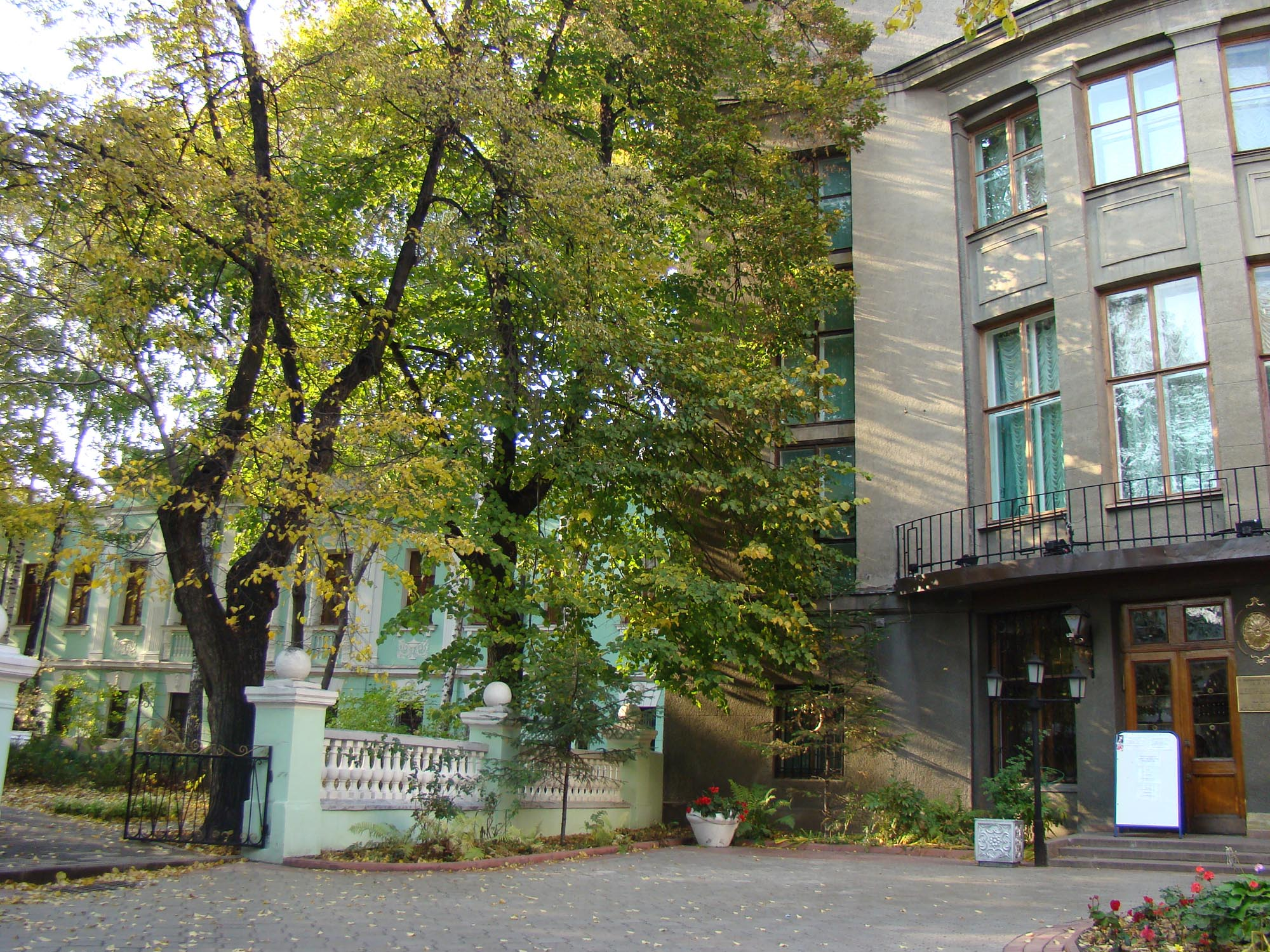
Дом Коншиной (фрагмент)

- Хамовнический полицейский дом (1897, Комсомольский проспект, 16);
- Доходный дом (1898, Арбат, 17)[9];
- Здания служб в усадьбе А. Н. Соймонова (конец XIX в., Малая Дмитровка, 18);
- Особняк (1901, Погодинская улица, 16);
- Особняк М. Н. Макшеева-Мошонова (1901, Улица Пречистенка, 37);
- Жилой дом А. П. Богданова (1901, Проспект Мира, 22), объект культурного наследия регионального значения[9];
- Перестройка дома А. С. Александрова (1902, Воронцовская улица, 52);
- Ограда (1899) и трёхэтажный корпус дома Д. Н. Бегичева (1903, Староконюшенный переулок, 4), объект культурного наследия регионального значения[9]. Сейчас в доме размещается представительство Вологодской области при Президенте РФ и Правительстве РФ;
- Службы Пречистенского полицейского дома (1905, Штатный переулок, 25а);
- Перестройка особняка А. И. Коншиной (1910, Улица Пречистенка, 16), ныне — Центральный дом учёных РАН[10];
- Изменение фасада доходного дома Л. М. Матвеевского (1913, Улица Пречистенка, 40/2).